# Epirský despotát
Epirský nebo Epeirský despotát (středověká řečtina Δεσποτάτο της Ηπείρου), označován někdy také jako „Epirské knížectví“, byl jedním ze středověkých řeckých států, které se hlásily k odkazu Byzantské říše, spolu s Nikájským císařstvím a Trapezuntským císařstvím za její legitimní nástupce, po jejím dobytí vojsky čtvrté křížové výpravy. Označení „despotát“ není zcela přesné, protože první vládci v Epiru nedrželi ve svých rukou titul řeckých despotů a už v žádném případě to nebyl titul, díky němuž by měl jeho nositel nějaké zvláštní pravomoci. V letech 1224–1246 získal Epirus pod svou kontrolu větší část řecké Makedonie a Thesálie a despota Theodoros Komnenos Dukas se nechal v Soluni korunovat byzantským císařem, toto období bývá některými historiky označováno jako Soluňské císařství.

## Historie

### Založení a raná historie
Epirský despotát byl založen roku 1205 Michaelem Komnenem Dukou, synovcem byzantského císaře Izáka II. a Alexia III. Michael Komnenos Dukas nejprve uzavřel spojenectví s vůdcem čtvrté křížové výpravy Bonifácem z Montferratu, ale po porážce v bitvě u kunduraských olivových hájů a následné ztrátě území Morey na Peloponésu ve prospěch francouzských křižáků Michael odešel do Epiru, kde uzavřel dohodu s byzantským guvernérem staré provincie Nikopolis, aby společně proti Bonifácovi povstali. Epirus se brzy stal novým domovem pro mnohé řecké uprchlíky, kteří prchali z Konstantinopole, Thessálie a Peloponésu, a Michael Komnenos Dukas byl pro ně druhým Noem, zachraňující své řecké bratry ze záplavy Latinů. Jan X. Kamateros, konstantinopoliský patriarcha však Michaela odmítl uznat legitimním nástupcem Byzantské říše, místo toho za něj uznal Theodora I. Laskaria v Nikáii. Michael se mu za to odvděčil tím, že uznal náboženskou svrchovanost papeže Inocenta III. nad Epirským despotátem, čímž se fakticky rozešel s východní ortodoxní církví.
Jindřich Flanderský na Michaelovi požadoval, aby uznal lenní svrchovanost Latinského císařství nad Epirským despotátem, přinejmenším alespoň formálně, což stvrdil sňatek Michaelovy dcery s Jindřichovým bratrem Eustacem v roce 1209. Michael však tuto alianci nectil, maje za to, že hornatá epirská země je pro Latiny neproniknutelná, a své "závazky" vůči svým "spojencům" bezostyšně porušoval. Mezitím si příbuzní Bonifáce z Montferratu z Itálie začali dělat nároky rovněž na Epirský despotát. V roce 1210 Michael Komnenos Dukas uzavřel spojenectví s Benátčany a společně s nimi zaútočil na Bonifácovo Soluňské království. S válečnými zajatci, kteří se Michaelovi vzdali, epirský despota naložil s nepředstavitelnou krutostí. Kromě jiných zvěrstev například nechal ukřižovat zajaté latinské duchovní. Za to jej papež Inocent III. nechal exkomunikovat z církve. Jindřich Flanderský město o rok později dobyl zpět a donutil Michaela obnovit jejich starou alianci.
Michael se však podrobit nehodlal a zaměřil svou pozornost na strategicky významná města Larissa a Drač, která drželi křižáci. Následně převzal kontrolu nad přístavy v Korintském zálivu. V roce 1214 dobyl od Benátčanů ostrov Korfu. O rok později byl však Michael Komnenos Dukas zavražděn a jeho místo zaujal jeho nevlastní bratr Theodor.

### Konflikty s Nikáiou a Bulharskem

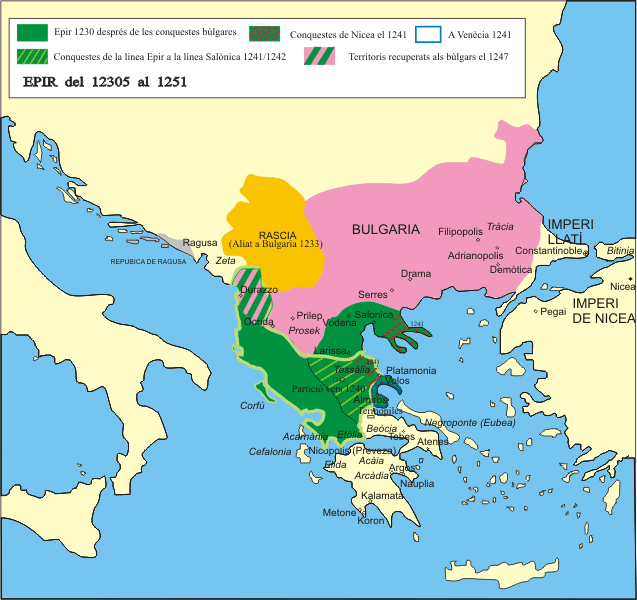
Epirský despotát v letech 1230 až 1251

Theodor Komnenos Dukas se okamžitě po převzetí moci vydal na tažení na Soluň a během cesty bojoval také s Bulharskem. Jindřich Flanderský zemřel během protiútoku a v roce 1217 Theodor porazil jeho nástupce Petra z Courtenay, kterého dal s největší pravděpodobností popravit. Latinský císař začal být stále nervóznější z růstu moci Nikájského císařství a Theodorova postupu v Thessálii. Poté, co v roce 1225 nikájský císař Jan III. Dukas Vatatzes získal město Adrianopolis, Theodor ho od Jana III. postupně uzurpoval pro sebe. Theodor se následně spojil s Bulhary, aby s nimi zaútočil na křižácké državy v Thrákii. V roce 1227 se nechal korunovat byzantským císařem, avšak většinou Řeků nebyl uznáván, a zejména ne nikáiským patriarchou.
Roku 1230 Theodor Komnenos Dukas spojenectví s Bulharskem ukončil, doufaje v sesazení cara Ivana Asena II., který s pomocí z Konstantinopole na Theodora zaútočil. V bitvě u Klokotnitsy (poblíž Chaskova v Bulharsku) byl Theodor poražen a zajat a později byl oslepen. Jeho bratr Manuel Komnenos Dukas převzal vládu v Soluni, zatímco jeho synovec Michael II. Komnenos Dukas se zmocnil Epiru. V roce 1237 byl Theodor Komnenos Dukas propuštěn ze zajetí a následně svrhl z trůnu v Soluni svého bratra a dosadil naň svého syna Jana Komnena Duku.

### Nikájská a byzantská nadvláda

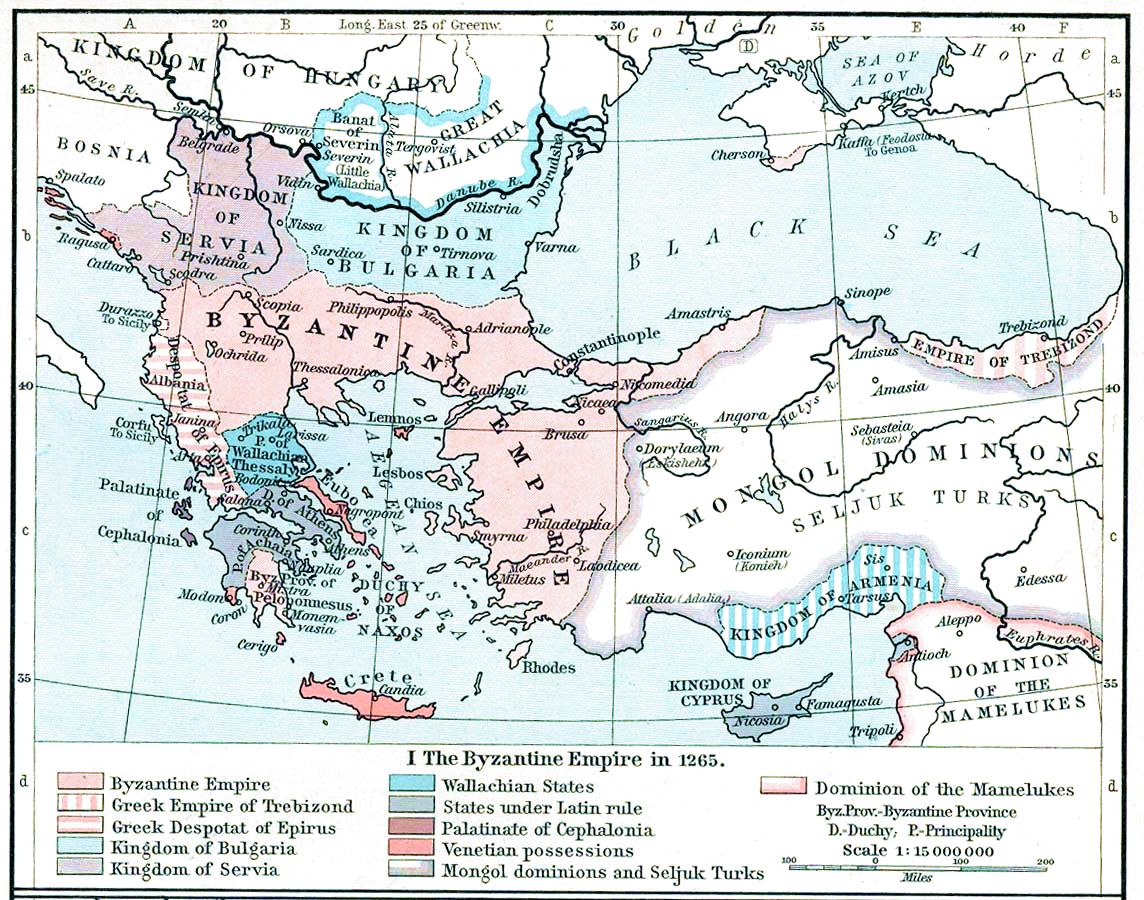
Řecko po čtvrté křížové výpravě s křižáckými státy a ostatními řeckými nástupnickými státy, 1265, (William R. Shepherd, Historical Atlas, 1911)

Soluň se už po bitvě u Klokotnitsy nikdy nepozvedla do své bývalé síly. Theodorův mladší syn Demetrios Komnenos Dukas Soluň ztratil ve prospěch Nikájského císařství v roce 1246 a Michael II., vládce v Epiru se spojil s Latiny proti Nikáii. Roku 1248 donutil Jan III. Dukas Vazatzes Michaela II., aby ho uznal jako byzantského císaře a Jan III. na oplátku Michaela II oficiálně uznal jako despotēs v Epiru. Vnučka Jana III. si později v roce 1256 vzala Michaelova syna Nikephora, ačkoliv manželství trvalo jen dva roky, do její smrti v roce 1258. V roce 1248 si Michaelova dcera Anna vzala Guillauma II. de Villehardouin, achajského knížete, a Michael II. se rozhodl raději ctít alianci s achajským knížectvím, navzdory závazkům vůči Nikáii. Spojenectví bylo rozbito v roce 1259 v bitvě u Pelagonie.
Císař Theodor II. Laskaris se spojil s Michaelem II. a jeho potomky a v roce 1256 získal město Drač zpět. Michael II. však nesouhlasil s tím, že tato země změnila svého vládce, a v roce 1257 povstal a porazil nikájskou armádu vedenou Georgiem Akropolitem. Stejně jako Michael zaútočil na Soluň, tak sicilský král Manfred zaútočil na Epirus a dobyl Albánii a Korfu. Nicméně Michael se s Manfredem následně spojil a vzal si jeho dceru Helenu. Po smrti Theodora II. vyhlásili Michael, Manuel a Guillaume II. válku novému nikájskému císaři Michaelu VIII. Palaiologovi. Jejich spojenectví bylo velmi křehké a v roce 1259 byl Guillaume II. zajat v katastrofální bitvě u Pelagonie. Michael VIII. se následně vydal dobýt hlavní město Epirského despotátu Artu, dobyl však jen města Ioánina a Vonitsa. Arta byla obnovena v roce 1260, kdy se Michael VIII. zmocnil Konstantinopole.

### Italské invaze

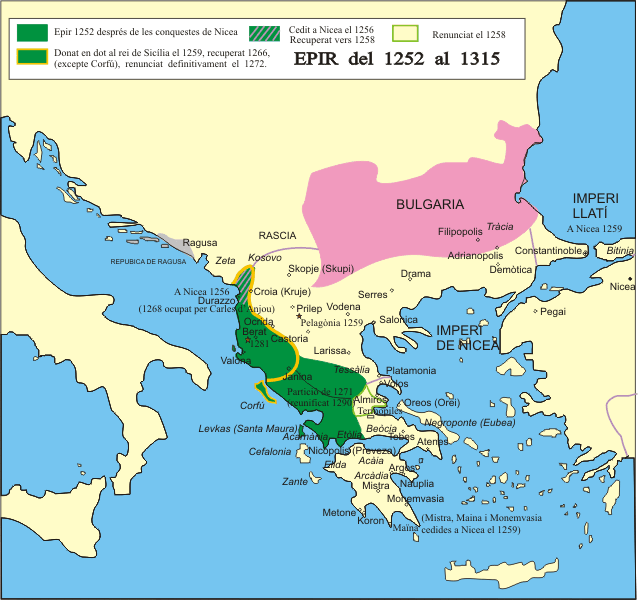
Epirský despotát v letech 1252 až 1315

Když Michael VIII. znovu dobyl Konstantinopolis a obnovil tak v roce 1261 Byzantskou říši, začal si dělat nároky na území Epiru a o čtyři roky později donutil syna epirského despoty Michaela II. Nikephora ke svatbě se svou neteří Annou. Od této chvíle Michael VIII. považoval Epirský despotát za svůj vazalský stát, ačkoliv Michael II. i jeho syn pokračovali ve spojenectví s křižáckými státy Achajským knížectvím a Athénským vévodstvím. V roce 1267 nebo 1268 Michael II. Komnenos Dukas zemřel a ostrov Korfu a velkou část Epiru převzal pod svou kontrolu Karel z Anjou. Michael VIII. se nepokusil o přímou anexi Epiru, místo toho dovolil Nikephorovi dále vládnout a uzavřel dohodu s Karlem z Anjou, který roku 1271 dobyl Drač. V roce 1279 se Nikephoros spojil s Karlem proti Michaelovi VIII. a souhlasil, že se stane Karlovým vazalem. Po fiasku tohoto plánu ztratil Epirský despotát Albánii ve prospěch Byzance.
Za vlády syna Michaela VIII. Andronika II. Nikephoros obnovil spojenectví s Konstantinopolí, nicméně byl v roce 1292 přesvědčován ke spojenectví se synem Karla z Anjou Karlem II. z Neapole, ačkoliv Karel II. z Neapole byl poražen Andronikovým loďstvem. Nikephoros se oženil s dcerou Karlova syna Filipa I. z Tarentu, kterému část svého území prodal. Po Nikephorově smrti v roce 1297 byzantský vliv stoupl v osobě vdovy Anny, Andronikovy sestřenice, která vládla jako regentka za svého nezletilého syna Tomáše. V roce 1306 ve jménu Andronika II. Anna proti Filipovi povstala a latinské obyvatelstvo bylo vyhnáno. Přesto některá území byla donucena Filipovi vrátit. V roce 1312 Filip zanechal svých nároků na Epirus a začal se dovolávat svých práv na zaniklé Latinské císařství coby dědictví své ženy Kateřiny II. z Valois, vévodkyně z Acháje.

### Úpadek Epirského despotátu

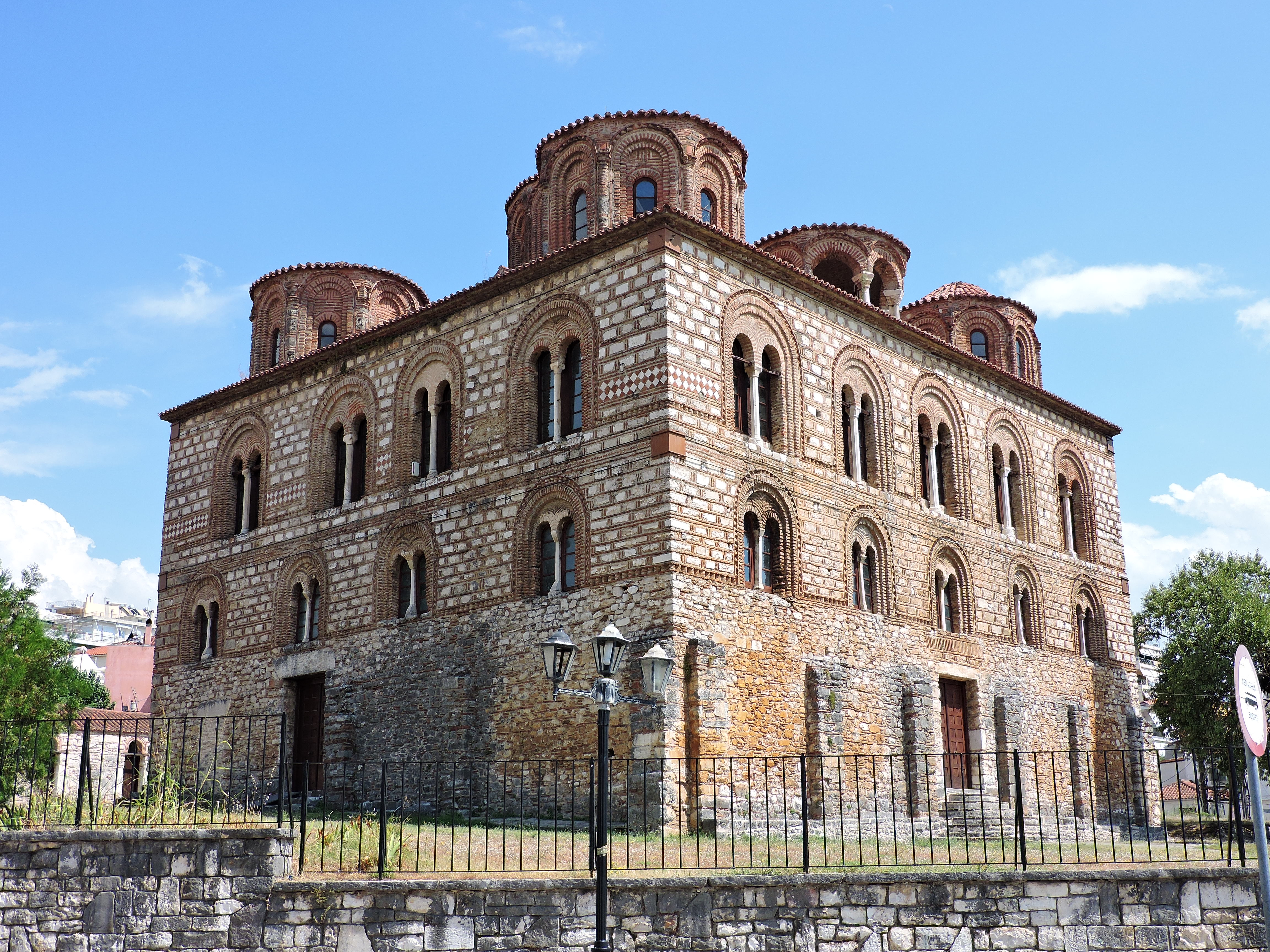
Metropolitivní kostel z 13. století v Artě

Anna uspěla se svatbou svého syna Tomáše s dcerou Andronika II., ale Tomáš byl v roce 1318 zavražděn svým bratrancem Nicholasem Orsinim, ten se pak oženil s vdovou po Tomášovi a převzal kontrolu na Epirem. Andronikem II. byl Nicholas uznán jako legitimní vládce, ale už v roce 1323 byl svržen svým bratrem Janem II. V roce 1335 byl Jan otráven svou ženou, která se tak stala regentkou svého syna Nikephora II. Roku 1337 nový byzantský císař Andronikos III. Palaiologos přitáhl s vojskem, kde bylo mimo jiné 2000 tureckých vojáků Andronikova spojence Umura z Aydınu, do severního Epiru. Andronikos III. nejprve vyjednával s nespokojenými Albánci a potom, co jim slíbil odměnu, stočil svůj zájem na Epirský despotát. Anna zkoušela s Andronikem III. vyjednávat, ale ten požadoval úplnou a bezpodmínečnou kapitulaci, s čímž Anna nakonec musela souhlasit. Celý Epirus tak přešel nekrvavě pod přímou vládu Konstantinopolského dvora.
V rámci kapitulační dohody bylo obsaženo, že se Nikephoros II. může oženit s dcerou císařovy pravé ruky, Jana Kantakouzena. Když přišel čas zásnub, Nikephoros zmizel, jako pára na hrncem. Andronikos III. se poté dozvěděl, že Nikephoros II. odplul do Itálie, kde pomáhal členům epirské aristokracie, která podporovala nezávislost Epiru. Zůstal na dvoře vdovy po Filipu I. z Tarentu Kateřiny II. z Valois, formální latinské císařovny.
V roce 1339 propuklo za podpory Kateřiny II. z Valois, která byla zrovna na Peloponésu, a Nikephora II., který se vrátil do Epiru, v Thomokastronu povstání. Ke konci roku 1339 se do oblasti vrátila císařská armáda a příštího roku přitáhl společně s Janem Kantakouzenem císař Andronikos III. osobně. Nikephoros II. byl byzantskými diplomaty přesvědčován, aby uznal autoritu císaře. Ten se nakonec vzdal Thomokastronu, oženil se s dcerou Jana Kantakouzena Marií a přijal titul panypersebastos.

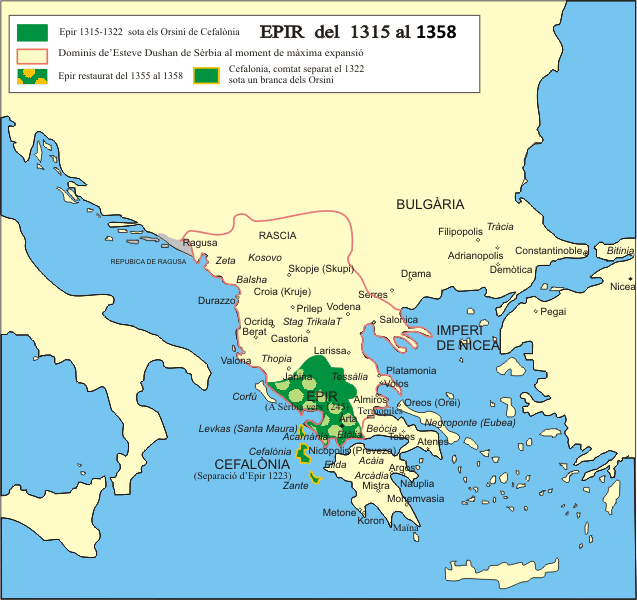
Epirský despotát v letech 1315 až 1358

Císařství se brzy ocitlo v občanské válce mezi Janem V. Palaiologem a Janem Kantakouzenem, a Epirus byl dobyt srbským králem Štěpánem Dušanem. Nikephoros II. využil příležitosti, kterou mu občanská válka nabídla a po Dušanově v roce 1356 smrti uprchl do Epiru, kde obnovil Epirský despotát, ke kterému brzy připojil i Thessálii. Nikephoros zemřel během potlačování vzpoury Albánců v roce 1359 a despotát byl rozdělen mezi nástupnické státy srbské říše. Z větší části se země dostala pod vládou srbských klanů, které si zemi rozdělily mezi několik vládců, někteří z nich přijali titul despota. Státní tradice byla dále nesena srbskými a italskými vládci v Ioánině, kteří žádali pomoc od osmanských Turků proti Albáncům. Roku 1416 italský rod Tocco z Kefalonie sjednotil Epirus a získal pod kontrolu zdejší města. Vnitřní sváry mezi příslušníky rodu však zjednodušily dobytí Epiru osmanskými Turky, které postupovalo s dobytím Ioániny v roce 1430, Arty v roce 1449, Angelokastry v roce 1460 a nakonec Vonitsy v roce 1479. S výjimkou několika benátských pobřežních osad to byl konec vlády křižáků na řecké pevnině.

## Epirští despotové

znaky vládnoucích dynastií:
Komnenodukové (sporné[p. 1])
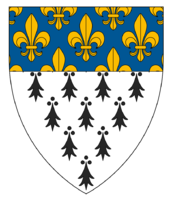
epirská linie Orsiniů
Nemanjićové
Buondelmonti
Tocco

### Dukovskokomnenovská dynastie
- Michael I. Komnenos Dukas (1205–1214)
- Theodor Komnenos Dukas (1214–1230), od roku 1225 nebo 1227 císařem v Soluni
- Michael II. Komnenos Dukas (1230–1271)
- Nikephoros I. Komnenos Dukas (1271–1297)
- Tomáš I. Komnenos Dukas (1297–1318)

### dynastie Orsini
- Nicholas Orsini (1318–1323)
- Jan Orsini (1323–1335)
- Nikephoros II. Orsini (1335–1337) a (1356–1359)

### Nemanjićská dynastie
- Simeon Uroš Palaiologos (1359–1366), císař (car) Srbů a Řeků
- Tomáš II. Preljubović (1366–1384)
- Marie Angelina Dukovna Palaiologina (1384–1385)

### dynastie Buondelmonti
- Esau de' Buondelmonti (1385–1411)
- Giorgio de' Buondelmonti (1411)

### dynastie Tocco
- Karel I. Tocco (1411–1429)

Znak rodu Tocco

- Karel II. Tocco (1429–1448), vládl do pádu Ioániny v roce 1430
- Leonard Tocco (1448–1479), vládl do pádu Arty v roce 1449 a Angleokastronu v roce 1460